# Prophryxus alascensis
Prophryxus alascensis là một loài chân đều trong họ Dajidae. Loài này được Richardson miêu tả khoa học năm 1909.
Loài này có phạm vi ở British Columbia.